# 池浦喜三郎
池浦 喜三郎（いけうら きさぶろう、1916年（大正5年）4月21日 - 1998年（平成10年）11月9日）は、日本の銀行家。日本興業銀行（現：みずほフィナンシャルグループ）頭取、同会長を歴任し、中山素平後の興銀で一時代を築いた。

## 人物
和歌山県出身。1939年（昭和14年）東京帝国大学法学部を卒業し、日本興業銀行に入行。取締役名古屋支店長、常務取締役、副頭取を経て、1975年（昭和50年）第4代興銀頭取に就任。頭取時代には、それまでの国内における重厚長大産業向け中心であった興銀の融資を転換し、海外支店網を拡大し、興銀の国際化路線を強力に推進した。こうして興銀は海外のリゾート施設建設や第二パナマ運河構想などを手がけることとなる。その後、1984年（昭和59年）には会長に就任し実力者会長として影響力を維持した。1990年（平成2年）取締役相談役に就任したが、1991年東洋信用金庫の架空預金事件に絡んで同年12月取締役を辞任した。
1979年藍綬褒章、1986年勲一等瑞宝章受章。
1998年（平成10年）11月9日心不全のため東京都文京区の病院で死去。82歳。